# AKI (モデル)
AKI（あき、1983年5月23日 - ）は、日本の女性モデル。ギャルママ雑誌『I LOVE mama〔アイラブママ〕』の専属モデルの一人。
神奈川県出身、同県横浜市在住。
身長164センチメートル、血液型O型。
日本ギャルママ協会の会長を務めることからも著名。

## 来歴
神奈川県に出生。専門学校に在学していた21歳当時の2004年に同い年の大学生の男性と結婚。妊娠がきっかけとなってのいわゆる『できちゃった結婚』であった。夫の実家で同居しながら新婚生活を開始し、翌2005年に女児を出産。
地元の乳児健診などの場で意気投合しそうなほかの母親に声を掛けたのをきっかけに、『Brilliant LaB（ブリリアント・ラブ）』という名のママサークルを発起。このサークルを通しての活動が雑誌に取り上げられるなどで注目を集め、モデルやタレントの仕事の依頼も舞い込むようになった。そしてタレントとして所属するに至った事務所の協力を得て、2010年の1月に日本ギャルママ協会を設立。
同協会の代表としてテレビへの出演や様々なイベントの企画などの活動を行ってきた。
全国のギャルママへのアンケートをもとに選曲した楽曲を収めた『ギャルママ☆パラダイス』というCDを2010年2月に発売。
そのジャケット写真に自ら登場している。

## 出演

### 雑誌
- 『I LOVE mama』 専属
- 『BLENDA』[2]
- 『Happie nuts』[2]
- 『BRUTUS』[2]
- 『小悪魔ageha』[2]
- 『S-Cawaii』[2]
- 『ジュエル』[2]
- 『キラキラHair』[2]

### テレビ番組
- 『ありえへん世界』（ママ編／ギャル検定、テレビ東京）[2]
- 『smaSTATION!!』（テレビ朝日）[2]

### その他
- ウェブサイト：『Amorous Web store』[2]